# تبویل
تبویل (انگلیسی: Teboil) شرکت نفت و گاز فنلاندی است، که در سال ۱۹۳۴ تأسیس شد.